# 文京ガーデン
文京ガーデンは、東京都文京区小石川一丁目にある複合施設である。

## 概要
文京区の拠点にふさわしいシンボルゾーンとしての街区形成を目指すとともに、地下鉄4路線と接続するなど交通結節点機能を強化しつつ、土地の合理的かつ健全な高度利用により商業、業務施設、教育関連施設、都市型住宅等の機能導入を図り、魅力あるまちを形成することを目的として、2009年（平成21年）6月に都市計画決定、2012年（平成24年）3月に事業を開始し、2016年（平成28年）3月から本体工事に着手した。
文京ガーデンは北街区の「パークコート文京小石川 ザ タワー」と「文京ガーデン ノーステラス」、南街区の「文京ガーデン ゲートタワー」、「文京ガーデン ザ サウス」と「文京ガーデン センターテラス」、西街区の「文京ガーデン ザ ウエスト」及び街区の中心に位置するオープンスペース「グリーンバレー」で構成される。
商業施設は、スーパーマーケットやレストラン、コンビニエンスストアなどが入居している。その他にも銀行やクリーニング、英会話教室に美容院、保育施設といったサービスも充実している。さらに眼科、皮膚科、歯科、小児科といったクリニックも集約されており、医療モールとしての側面も併せ持つ。

## パークコート文京小石川 ザ タワー
パークコート文京小石川ザ・タワーは、総戸数571戸・地上40階地下2階・高さ140.4mのタワーマンションで2021年3月に竣工した。
外観はベーシュやブラウンといったアースカラーがベースになっている。
エントランスとロビーの天井は2層の吹き抜けになっており、とても明るい空間となっている。また、小石川庭園をイメージした造りの空中庭園もある。
40階にはスカイアクアラウンジがあり、高層階ならではの見晴らしのよい景色を眺められる。